# Massellenda
Massellenda, o Maxellendis (... – 13 novembre 670), è una martire cristiana. Il suo culto, con il titolo di santa, è attestato sin dal VII secolo.

## Biografia
Secondo una Vita Maxellendis risalente al IX secolo, visse al tempo del vescovo Vindiciano: nacque nel contado di Cambrai dai nobili Umlino e Amaltrude e fu un promessa in sposa ad Arduino.
Il giorno del placitum, la cerimonia in cui le famiglie degli sposi si riunivano per contare la dote e impegnarsi al matrimonio, Massellenda dichiarò di essere già promessa ad un altro uomo, Cristo, ma il padre non ne tenne conto e si obbligò a darla in sposa ad Arduino.
Prima del matrimonio, mentre i genitori erano ospiti a un banchetto a cui Massellenda si era rifiutata di partecipare preferendo una vita di ritiro e penitenza, Arduino irruppe in casa con l'intenzione di rapire la promessa sposa; mentre cercava di resistere nascondendosi in un baule, Massellenda fu trafitta dalla spada di Arduino e morì.

## Il culto
Onorata come martire uccisa in difesa della sua verginita, fu inizialmente sepolta nella chiesa di San Sulpizio a Pommereuil ma verso il 673 il vescovo Vindiciano procedette alla traslazione delle sue reliquie nella chiesa di San Vedasto a Caudry, presso cui fu fondato un monastero doppio.
Le sue spoglie furono poi trasferite in San Martino presso Cambrai e, nel IX secolo, nella cattedrale cittadina; una parte delle sue reliquie fu portata nella chiesa di Sant'Andrea di Le Cateau-Cambrésis.
Il suo elogio si legge nel Martirologio romano al 13 novembre.